# Amsterdam (Kris De Bruyne)
Amsterdam is een Nederlandstalig liedje van de  Belgische zanger Kris De Bruyne uit 1975 over zijn toenmalige vrouw, Christine Bittremieux. De muziek is van Jo Muyllaert op een tekst van Kris De Bruyne.
De B-kant van de single was het liedje Oh, Ohie Ho., daarnaast verscheen het liedje op het album Ook Voor Jou uit hetzelfde jaar.
Het nummer was (in aangepaste versie) te horen onder de reclames van kaasmerk Old Amsterdam.

## Meewerkende artiesten
- Producer:
  - Koen De Bruyne
  - Mad Unity
- Muzikanten:
  - Kris De Bruyne (Gitaar, zang)
  - Koen De Bruyne (Klavier, Piano)
  - Albert Spéguel (Strijkerssectie)